# ロベルト・マテヤ
ロベルト・マテヤ（Robert Juliusz Mateja、1974年10月5日 - ）は、ポーランド、ザコパネ出身の元スキージャンプ選手。
1990年代初めから2000年代後半までポーランド代表として活躍した。

## プロフィール
1992年12月19日に札幌の70m級でスキージャンプ・ワールドカップにデビューし60位、翌日の90m級でも58位に終わった。
1997年ノルディックスキー世界選手権（スウェーデン、ファルン）から1999年、2001年、2003年、2005年、2007年と計6度世界選手権に出場、
1997年のノーマルヒル個人、2001年ノーマルヒル団体と2007年団体でいずれも5位となったのが最高位である。
オリンピックには1998年長野オリンピック、2002年ソルトレイクシティオリンピック、2006年トリノオリンピックと3大会連続して代表となったが、
個人では長野オリンピックラージヒルの20位、団体ではトリノオリンピックでの5位が最高位だった。
スキージャンプ・ワールドカップでも5位が自己最高位で、総合では2000-2001シーズンの31位が最高位。ポーランド選手権では冬に5度、夏に2度優勝した。
2007-2008シーズン終了後現役引退、ポーランドナショナルチームのコーチとなった。